# فران باغنال
فرانسيس «فران» باغنال (مواليد 1954) هي أستاذة في الفيزياء الفلكية وعلوم الكواكب في جامعة كولورادو بولدر وباحثة في مجالات بلازما الفضاء والأغلفة المغناطيسية للكواكب.

## المسار الوظيفي
عملت فران باغنال في عدد من بعثات علوم الكواكب بما في ذلك تجربة فوييجر بلازما ساينس (PLS)، وجاليليو، وديب سبيس 1، ومهمة نيو هورايزونز إلى بلوتو، ومهمة جونو إلى كوكب المشتري. انضمت إلى هذه البعثات المختلفة بصفتها عالمة بلازما. ترأست باغنال فريق تقييم الكوكب الخارجي التابع لوكالة ناسا والذي يقدم مدخلات من المجتمع العلمي حول استكشاف النظام الشمسي الخارجي. ظهرت في الفيلم الوثائقيThe Farthest عام 2017 وهو وثائقي عن برنامج Voyager، وفي العديد من الأفلام الوثائقية التلفزيونية بما في ذلك NOVA 2019 miniseries The Planets.

## التكريمات
- انتخبت زميلاً في الاتحاد الجيوفيزيائي الأمريكي عام 2006.[8]
- انتخبت زميلًا في الجمعية الفلكية الأمريكية عام 2020 [9]
- انتخبت في الأكاديمية الوطنية للعلوم عام 2021 [10]
- سمي كويكب الحزام الرئيسي الخارجي 10020 Bagenal، الذي اكتشفته عالمة الفلك Schelte J. Bus في مرصد Palomar عام 1979 على اسمها تكريماً لها.[11] نشر اقتباس التسمية الرسمي في 13 أبريل 2017 (M.P.C. 103974).[12]

## منشورات مختارة
- Bagenal, Fran؛ Dowling, Timothy E.؛ McKinnon, William B. (2007). Jupiter: The Planet, Satellites and Magnetosphere. مطبعة جامعة كامبريدج. ص. 732. ISBN:978-0-5218-1808-7.
- Bagenal, Fran؛ Keiling, Andreas؛ Donovan, Eric؛ Karlsson, Tomas (2012). Auroral Phenomenology and Magnetospheric Processes: Earth and Other Planets. الاتحاد الجيوفيزيائي الأمريكي. ص. 443. ISBN:978-0-8759-0487-0.

## روابط خارجية
- مقابلة ناسا مع فران باغنال حول نيو هورايزونز
- مجلة علم الأحياء الفلكي، 17 أكتوبر 2013، «من علم البلازما إلى الكواكب القزمة: فران باغنال»
- مقابلة النساء في علوم الكواكب مع باغنال
- منشورات فران باغنال منشورات مفهرسة من قبل جوجل سكولار